# 2007年世界房車錦標賽英國站
2007年世界房車錦標賽英國站是2007年度世界房車錦標賽的第九站賽事，正式比賽在2007年9月21日於英格蘭Brands Hatch上舉行。這是歷來第三次在英國舉行賽事。第一回合由雪佛蘭車隊的文尼勝出，第二回合由寶馬車隊的派奧勝出。